# Esteatopigia
Esteatopigia (do grego στεατοπυγία, de στεαρ, transl. stear, "sebo", "gordura", e πυγος, transl. pygos, "nádegas") é a hipertrofia das nádegas ocasionada pelo acúmulo natural de gordura na região, sobretudo em tribos da África meridional, como bosquímanos e Khoisan. O fenômeno ocorre em ambos os sexos, mas é mais visível em mulheres.  
É em função desse fator que a cirurgia plástica para aumento das nádegas é procurada, especialmente por mulheres.
Na Inglaterra vitoriana, nos espetáculos de aberrações eram comumente apresentadas mulheres com esta condição. O exemplo mais emblemático foi a sul-africana Saartjie Baartman.